# 克魯普斯凱 (斯特雷區)
49°27′43″N 24°1′48″E / 49.46194°N 24.03000°E
克魯普斯凯（烏克蘭語：Крупське），是烏克蘭西部利維夫州斯特雷區罗兹瓦迪夫市镇的村落。始建於1394年，面積1.7平方公里，海拔高度253米，2001年人口1,494，人口密度每平方公里878.82人。